# Кранидија
Кранидија (грч. Κρανίδια) је насељено место у општини Сервија у периферији Западна Македонија, Грчка. Према попису из 2021. године било је 324 становника.
Кранидија је 1913. године имало 245 житеља Грка. Село се раније звало Краник. Српски историчар Спиридон Гопчевић, 1890. године бележи да су Криники (Краник) хеленизовано словенско село. После 1923. године насељене су грчке избегличке породице, укупно 149 особа. На попису из 1928. године Кранидија је имала 430 становника.